# Firesheep
Firesheep é uma extensão desenvolvida por Eric Butler para o navegador Mozilla Firefox.
A extensão usa um analisador de pacotes para interceptar cookies não encriptados originários de certos websites, como o Facebook e o Twitter, à medida que eles são transferidos nas redes, explorando vulnerabilidades relacionadas a sequestro de sessão. Após a coleta de dados, as identidades descobertas são mostradas no navegador, permitindo seu uso (nos respectivos sites) através de um simples duplo-clique.